# Бридел, Бедржих
Бедржих Бридел или Бридель (чеш. Bedřich Bridel, нем. Fridrich Bridel, лат.  Bridelius или Brydelius; 1 апреля 1619, Високе-Мито, Богемия — 15 октября 1680, Кутна-Гора) — чешский писатель, поэт, переводчик, священник-миссионер эпохи барокко.
Наиболее известный представитель духовной контрреформистской поэзии в Чехии XVII века.

## Биография
Родился в дворянской семье. Учился в иезуитском коллегиуме в Праге, где изучал теологию и философию. В восемнадцатилетнем возрасте вступил в орден иезуитов. Около 1650 года был рукоположен в сан священника. После окончания учёбы стал профессором риторики и поэтики в Карловом университете в Праге.
В 1656—1660 годах руководил академической иезуитской типографией в Клементинуме. В это время написал большинство своих работ. Позже отправился в восточную Чехию в качестве миссионера и проповедника, выступающего против реформации.
Когда в г. Кутна-Гора вспыхнула эпидемия чумы, Бедржих Бридел помогал ухаживать за больными, но сам заразился и умер.

## Творчество
В своём литературном творчестве Бридел использовал несколько разных форм и жанров. Он автор нескольких религиозных легенд. Культивировал духовную поэзию, обрабатывая её средневековые образы в духе характерных для барокко представлений о бренности земной жизни.
В конце 50-х годов XVII в. издал сочинения в прозе и стихах о жизни св. Ивана (1657) и св. Прокопа (1662), сборник идиллических стихов — рождественских песен и колядок «Ясли» (1658), Большое количество песен было заимствовано им из старых песенников, но многие из них сочинил и сам автор. Тогда же создал наиболее интересное своё произведение, поэму «Что есть Бог? Что есть Человек?», изданную анонимно в 1658 году; в поэме отразилось типичное для поэзии барокко противопоставление величия Бога и ничтожности человека. Поэма написана в традициях поэзии XVI века, ясным, близким народному языком. При написании данного произведения Бридел не использовал строгий стиль гуманистов, тем самым сделал стихи доступными по смыслу и простым людям. Стремление к доступности можно найти и во многих текстах песен и мелодиях, которые сочинял Бридел.
В 1681 году, уже после смерти поэта, было опубликовано его «Христианское учение» в стихотворной форме. Это катехизис, написанный в стихах, в которое автор включил элементы легенды. Таким образом, возникла уникальная коллекция чешского эпоса в стиле барокко.
Он также переводил немецкие и латинские тексты на чешский язык.

## Избранные произведения
- Rozjímání o nebi v noci na jitřní Božího narození
- Píseň o svatého Prokopa kněžstvu
- Slavíček vánoční
- Co Bůh? Člověk?
- Život svatého Ivana, prvního v Čechách poustevníka a vyznávače
- Křesťanské učení veršemi vyložené
- Trýlistek jarní
- Slavíček vánoční
- Básnické dílo
- Jesličky
- Já semotám motání